# 헨리 6세
헨리 6세(Henry VI, 1421년 12월 6일 ~ 1471년 5월 21일)는 잉글랜드의 왕이다. 헨리 5세와 발루아의 캐서린의 외아들로, 왕비는 앙주의 마거릿이다. 외조부이자 프랑스왕 샤를 6세의 사망으로 프랑스 왕위 요구자 앙리 2세(Henri II)로서 백년전쟁을 지속하였다.

## 생애
헨리 6세는 태어난 지 아홉달 만에 아버지를 잃었다. 그는 여덟 살의 나이에 대관식을 치르고 잉글랜드의 통치자가 되었지만 당시 잉글랜드는 정치적, 경제적으로 큰 혼란에 빠져 있었다. 헨리는 이러한 문제들을 해결하지 못했고 그는 통치 기간 동안 잉글랜드가 가지고 있던 프랑스의 땅들 대부분을 샤를 7세에게 빼앗기고 말았다. 사람들은 그가 정신적으로 불안정하며 무능력하다고 평가하기 시작했다. 1453년 여름, 헨리 6세는 신경쇠약을 일으켜 아무도 알아보지 못하는 상태가 되었다. 그의 정신병은 외할아버지였던 프랑스의 샤를 6세에게서 물려받은 것으로 보인다. 같은 해에 아들 에드워드가 태어났지만 그는 아들에게 축복을 내리기를 청하는 버킹엄 공작이나 왕비 앞에서 아무런 반응도 보이지 않았다. 심지어 아들의 대부였던 켐프 대주교가 사망한 뒤 자신이 직접 새 대부를 선택했음에도 켐프 대주교가 죽었다는 사실을 잊기도 했다. 결국 1461년 삼종제 에드워드에게 왕위가 넘어갔고 1465년 에드워드 4세의 최측근 워릭 백작 리처드 네빌에 의해 런던 탑에 갇혔다. 그러나 워릭 백작이 에드워드 4세와 프랑스 공주와의 혼담을 주선하기 위해 프랑스에 건너간 사이, 에드워드 4세는 잉글랜드의 귀족 엘리자베스 우드빌과 결혼했고 프랑스의 적 부르고뉴와 동맹을 맺었다. 에드워드 4세의 처사에 분노한 워릭은 헨리 6세에게 다시 권력을 돌려주고 자신의 딸을 헨리 6세의 아들 에드워드 왕자와 결혼시켰다. 이로 인해 헨리 6세는 1470년 복위했지만 워릭 백작이 전쟁에서 패배하면서 반년도 되지 않아 다시 런던 탑에 유폐되었고, 1471년 5월 사망했다. 공식적으로는 우울증으로 인해 죽었다고 발표되었으나 실제로는 암살되었다고 여겨진다. 1911년 발견된 헨리의 유골은 두개골에 머리카락이 피로 엉겨붙어 있어 그 추측을 뒷받침하고 있다. 헨리의 아들 에드워드 또한 헨리가 사망하기 전, 전투에서 패배해 달아나던 도중 살해되었다.
헨리 6세는 재위 중에 이튼 칼리지와 케임브리지 대학교의 킹스 칼리지를 세웠다.